# Station Mouroux
Station Mouroux is een spoorwegstation in de Franse gemeente Mouroux aan de spoorlijn Gretz-Armainvilliers - Sézanne.
Het is een spoorhalte van de SNCF, en er stoppen treinen van Transilien Lijn P (Paris Est)

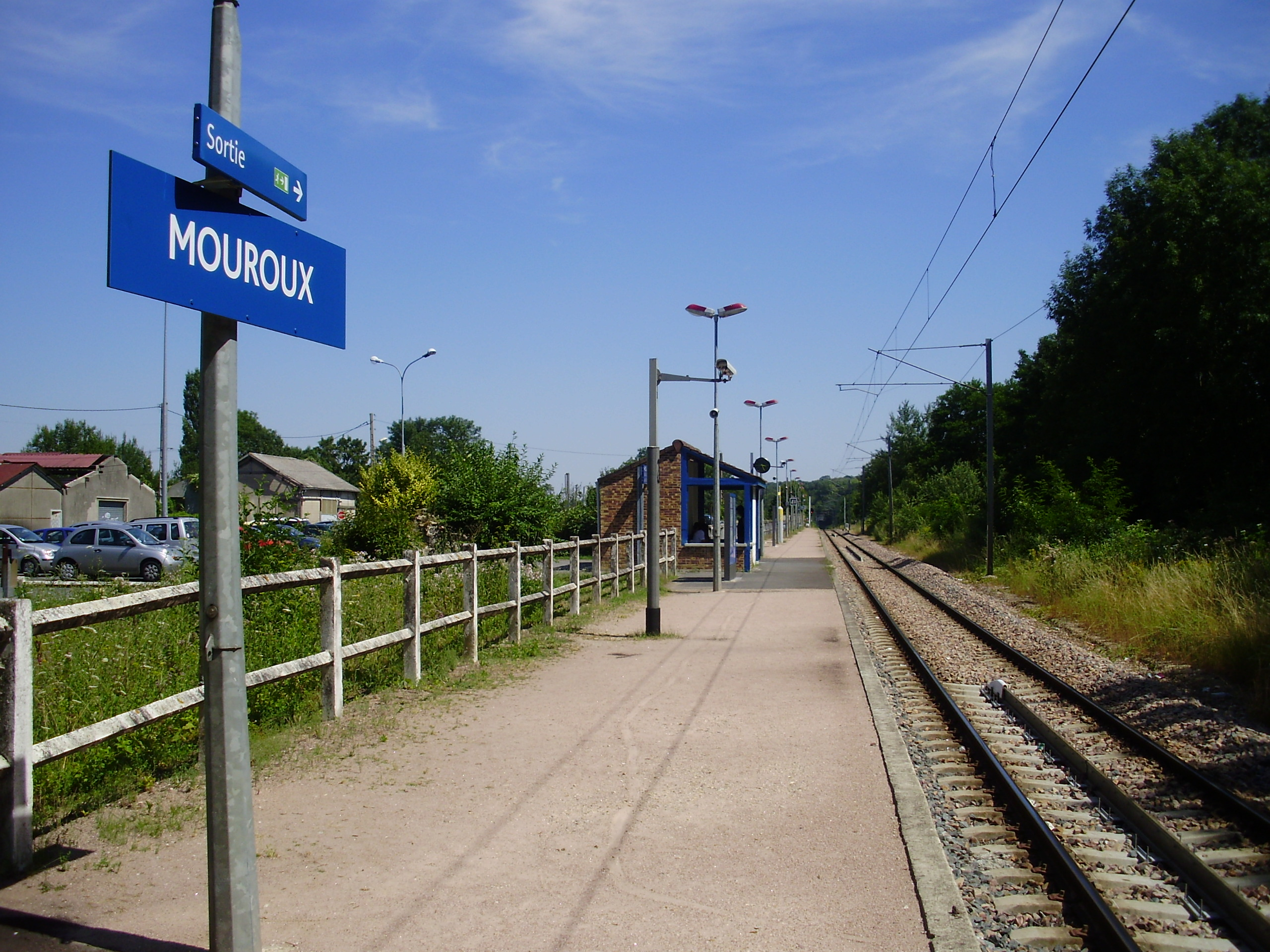
Overzicht van het station.

## Diensten
Op het station stoppen treinen van Transilien lijn P.
| Richting  | Vorig station           | Lijn    | Volgend station | Richting    |
| --------- | ----------------------- | ------- | --------------- | ----------- |
| Paris-Est | Faremoutiers - Pommeuse | Trans P | Coulommiers     | Coulommiers |